# Тройка (стихотворение Уткина)
«Тройка» — стихотворение русского советского поэта Иосифа Уткина (1903—1944), написанное и впервые опубликованное в 1939 году. О стихотворении весьма одобрительно отозвался Илья Сельвинский, отметив, что именно с выходом этого стихотворения можно говорить о начале у Уткина «подлинной зрелости». Записные книжки с черновиками стихотворения хранятся в РГАЛИ.

## Содержание, отзывы
В качестве эпиграфа Уткин использует первую строку стихотворения 1834 года «Ещё тройка» (иногда это стихотворение называют просто «Тройка») Петра Вяземского (1792—1878) — «Тройка мчится, тройка скачет…» Сельвинский писал, что Уткину, который взял такой эпиграф «смело и как бы с вызовом», соревнование с представителем «пушкинской школы удалось … на славу»: к свойственным исходному стихотворению «жаркому дыханию, удали и залихватской силе, уносящей душу», ему удалось добавить «метафорическую остроту и широту понимания созвучий». Кроме эпитета, связь двух стихотворений Уткин подчёркивает с помощью ритма, используя тот же четырёхстопный хорей с перекрёстной рифмой, что и Вяземский, а также посредством использования таких архетипических деталей, традиционных для фольклорных дорожных песен, как колокольчик и месяц.
Образ волка, возникающий в конце стихотворения, можно интерпретировать, по мнению литературоведа Лычагина, как образ старого мира, — и, одновременно, как испытание при переходе путника, несущегося по дороги в будущее, в принципиально иное пространство Новой России, представляющей собой новый наднациональный мир.
Последнюю строфу («А она летит, лихая, // В белоснежные края, // Замирая, затихая, // Будто молодость моя…») Сельвинский называет «хватающей за сердце» и восклицает: «Какой поэт отказался бы подписаться под этими строками?» По мнению Лычагина, в этой строфе гражданский пафос стихотворения сливается со свойственным Уткину лиризмом, а его размышления о судьбе России — с размышлениями о судьбе своего поколения и своей собственной судьбе.
По мнению Сельвинского, после «Повести о рыжем Мотэле, господине инспекторе, раввине Исайе и комиссаре Блох» стихотворение «Тройка» стало первым произведением Уткина, которое достойно занять место рядом с этой поэмой.

## Первая публикация
Впервые стихотворение было опубликовано в последнем номере «Литературной газеты» за 1939 год рядом с отрывком из повести «Лето в Ливнах» Константина Паустовского, стихотворением «Песня» Александра Ойслендера и статьёй «Великому Сталину — народ великой Украины».